# Marokkó az 1964. évi nyári olimpiai játékokon
Marokkó a japán Tokióban megrendezett 1964. évi nyári olimpiai játékok egyik részt vevő nemzete volt. Az országot az olimpián 4 sportágban 20 sportoló képviselte, akik érmet nem szereztek.

## Atlétika
Férfi
| Versenyző          | Versenyszám    | Előfutam | Előfutam | Előfutam | Negyeddöntő | Negyeddöntő | Negyeddöntő | Elődöntő | Elődöntő | Elődöntő | Döntő   | Döntő    |
| Versenyző          | Versenyszám    | Idő      | Hely.    | Össz.    | Idő         | Hely.       | Össz.       | Idő      | Hely.    | Össz.    | Idő     | Helyezés |
| ------------------ | -------------- | -------- | -------- | -------- | ----------- | ----------- | ----------- | -------- | -------- | -------- | ------- | -------- |
| Bouchaib El-Maachi | 100 m          | 10,70    | 3.       | 32.*     | 10,57       | 6.          | 20.         | kiesett  | kiesett  | kiesett  | kiesett | kiesett  |
| Bouchaib El-Maachi | 200 m          | 21,58    | 4.       | 32.*     | 21,66       | 4.          | 21.         | 21,61    | 8.       | 16.      | kiesett | kiesett  |
| Ben Assou El-Ghazi | 3000 m akadály | 8:42,8   | 3.       | 9.       |             |             |             |          |          |          | 8:43,6  | 9.       |
| Bakir Ben Aissa    | Maraton        |          |          |          |             |             |             |          |          |          | 2:22:27 | 12.      |

| Versenyző          | Versenyszám | Selejtező | Selejtező | Döntő    | Döntő    |
| Versenyző          | Versenyszám | Eredmény  | Helyezés  | Eredmény | Helyezés |
| ------------------ | ----------- | --------- | --------- | -------- | -------- |
| Lahcen Samsam Akka | Súlylökés   | 17,24 m   | 18.       | kiesett  | kiesett  |

* - egy másik versenyzővel azonos időt ért el

## Labdarúgás
| Marokkói labdarúgócsapat-játékoskeret                                                                                             | Marokkói labdarúgócsapat-játékoskeret                                                                   |
| --- | --- |
| - Abdel Ghani El-Mansouri - Abdel Kader Mohamed - Abdel Kader Moukhtatif - Abdel Kader Morchid - Abderrazak Nijam - Ali Ben Dayan | - Ali Bouachra - Allál Ben Kasszu - Amar Ben Siffedine - Driss Bamoos - Mohamed Lamari - Mustapha Fahim |

### Eredmények
Csoportkör
B csoport
| Csapat       | M            | Gy           | D            | V            | G+           | G–           | Gk           | P            |              |
| ------------ | ------------ | ------------ | ------------ | ------------ | ------------ | ------------ | ------------ | ------------ | ------------ |
| Magyarország | 2            | 2            | 0            | 0            | 12           | 5            | +7           | 4            |              |
| Jugoszlávia  | 2            | 1            | 0            | 1            | 8            | 7            | +1           | 2            |              |
| Marokkó      | 2            | 0            | 0            | 2            | 1            | 9            | –8           | 0            |              |
| Észak-Korea  | visszalépett | visszalépett | visszalépett | visszalépett | visszalépett | visszalépett | visszalépett | visszalépett | visszalépett |

| 1964. október 11. 14:01 |

| Magyarország (HUN)           | 6–0               | Marokkó |
| ---------------------------- | ----------------- | ------- |
| Bene 13' 38' 70' 74' 78' 87' | (2–0) Jegyzőkönyv |         |

| Olimpiai stadion, Tokió Játékvezető: Kim Dokcshon (dél-koreai) Asszisztensek: Hajakava Szumio (japán), Ikeda Taró (japán) |

| 1964. október 13. 14:00 |

| Jugoszlávia (YUG)          | 3–1               | Marokkó     |
| -------------------------- | ----------------- | ----------- |
| Samardžić 8' Belin 12' 59' | (2–1) Jegyzőkönyv | Bouachra 2' |

| Micuzava stadion, Jokohama Játékvezető: Hussein Imamu (egyiptomi) Asszisztensek: Marujama Josijuki (japán), Szató Hirosi (japán) |

| Csapat        | Helyezés |
| ------------- | -------- |
| Marokkó (MAR) | 13.      |

## Ökölvívás
| Versenyző      | Versenyszám  | Selejtező         | 32-es főtábla               | Nyolcaddöntő                  | Negyeddöntő       | Elődöntő          | Döntő             | Helyezés |
| Versenyző      | Versenyszám  | Ellenfél Eredmény | Ellenfél Eredmény           | Ellenfél Eredmény             | Ellenfél Eredmény | Ellenfél Eredmény | Ellenfél Eredmény | Helyezés |
| -------------- | ------------ | ----------------- | --------------------------- | ----------------------------- | ----------------- | ----------------- | ----------------- | -------- |
| Fatah Ben Farj | Kisváltósúly | erőnyerő          | Félix Betancourt (CUB) · KO | kiesett                       | kiesett           | kiesett           | kiesett           | 17.      |
| Lahcen Ahidous | Középsúly    |                   | erőnyerő                    | Guillermo Salinas (CHI) · RSC | kiesett           | kiesett           | kiesett           | 9.       |

## Súlyemelés
| Versenyző       | Versenyszám | Nyomás   | Nyomás   | Szakítás | Szakítás | Lökés    | Lökés    | Összesen | Helyezés |
| Versenyző       | Versenyszám | Eredmény | Helyezés | Eredmény | Helyezés | Eredmény | Helyezés | Összesen | Helyezés |
| --------------- | ----------- | -------- | -------- | -------- | -------- | -------- | -------- | -------- | -------- |
| Abderrahim Tazi | 75 kg       | 112,5    | 18.      | 107,5    | 18.      | 135,0    | 17.      | 355,0    | 17.      |
| Mustapha Adnane | 82,5 kg     | 125,0    | 17.      | 115,0    | 19.      | 150,0    | 20.      | 390,0    | 20.      |